# Ева Парадіз
Ева Парадіз (нім. Ewa Paradies; 17 грудня 1920, Лемборк, Веймарська республіка — 4 липня 1946, Гданськ, Польща) — наглядачка нацистського концтабору Штуттгоф, військова злочинниця.

## Біографія
У серпні 1944 року Парадіз вирушила в табір Штуттгоф, де пройшла навчання на посаду наглядача. У жовтні 1944 року вона була переведена в підтабір Бромберг-Ост, але в січні 1945 року знову повернулася в Штуттгоф. У квітні того ж року вона супроводжувала останню групу переводу жінок-в'язнів в концтабір міста Лауенбург, а після цього втекла з табору.
Незабаром після втечі з табору Парадіз була заарештована. Вона постала перед судом у справі Штуттгофа разом з іншими жінками-наглядачками і капо. На суді вона звинувачувалася в жорстокому і садистському поводженні з в'язнями, а також у вбивствах. Так, один зі свідків пояснив, що одного разу взимку Парадіз наказала групі жінок-в'язнів роздягнутися на морозі, а потім облила їх крижаною водою і наказала стояти, нерухомо. Коли жінки намагалися рухатися, Ева Парадіз жорстоко била їх. В результаті судом вона була визнана винною і засуджена до смертної кари. 4 липня 1946 року Парадиз була публічно повішена в містечку Біскупія Горка біля Гданська, разом з іншими жінками-охоронцями.